# Lucy Heartfilia
Lucy Heartfilia (Nhật: ルーシィ・ハートフィリア Hepburn: Rūshii Hātofiria) là một nhân vật hư cấu từ bộ manga Fairy Tail của Mashima Hiro. Trong lần đầu xuất hiện ở chương 1 của Fairy Tail, "Hội Fairy Tail" (Weekly Shōnen Magazine xuất bản lần đầu vào ngày 2 tháng 8 năm 2006), Lucy được giới thiệu là nữ pháp sư trẻ tuổi có mơ ước trở thành tiểu thuyết gia. Cô gia nhập hội pháp sư Fairy Tail vì biết tới danh tiếng của hội, bất chấp các thành viên trong hội có xu hướng vô ý phá hoại tài sản. Là một pháp sư tinh linh, Lucy sử dụng những vật phẩm phép thuật gọi là Chìa khóa cổng để triệu hồi các tinh linh, những sinh vật với nhiều năng lực khác nhau đến từ một thế giới khác. Vũ khí đầu tiên của Lucy là một cây roi có đầu hình trái tim, về sau trở thành một cây roi tinh linh có thể co dãn linh hoạt. Lucy xuất hiện trong hầu hết sản phẩm truyền thông của Fairy Tail, gồm cả hai phim điện ảnh, mọi OVA, light novel và trò chơi video. Diễn viên lồng tiếng cho cô trong các bản Nhật và Anh lần lượt là Hirano Aya và Cherami Leigh.
Mashima cho biết anh thiết kế Lucy với tính cách nghiêm túc, đại diện cho mặt nghệ thuật của anh. Giới phê bình có nhiều đánh giá trái chiều về Lucy: họ dành lời khen cho một vài cảnh chiến đấu của cô và xem cô là người dễ đồng cảm, song họ nhận thấy khâu phát triển nhân vật còn thiếu sót và thường chỉ trích mối quan hệ của cô với các tinh linh. Trong các cuộc khảo sát về độ nổi tiếng, Lucy đạt thứ hạng cao. Nhiều mặt hàng khác nhau liên quan đến cô, chẳng hạn như action figure, đã được bày bán trên thị trường.

## Sáng tạo và xây dựng nhân vật
Lucy Heartfilia là một trong những nhân vật đầu tiên mà tác giả Mashima Hiro sáng tạo trong quá trình phát triển Fairy Tail. Trong bản phác đầu tiên, Mashima thiết kế cho cô một bộ trang phục với váy có diềm xếp nếp, giày cao gót và bím tóc đôi xoăn. Anh cũng đưa ra thêm ba kiểu tóc thay thế, gồm tóc búi, tóc ngắn che mắt phải và tóc đuôi ngựa một bên tương tự như kiểu mà anh chọn cho bản thiết kế hoàn chỉnh. Cuối cùng, trang phục của Lucy được thay đổi thành áo sơ mi không tay, váy ngắn và bốt. Ban đầu, Mashima định để Lucy sử dụng phép thuật có liên quan đến thẻ bài; tuy nhiên, vì đã có nhiều tác phẩm khác sử dụng ý tưởng này, anh đổi thành chìa khóa. Mashima đặt tên cho Lucy dựa trên bài hát "Lucy in the Sky with Diamonds" của ban nhạc The Beatles.
Khi được hỏi về nét tương đồng của bản thân so với các các nhân vật, Mashima cho rằng anh đôi khi cũng nghiêm túc như Lucy. Anh nói thêm rằng Lucy đại diện cho mặt nghệ thuật của mình, đồng thời xác nhận Lucy là một trong những nhân vật yêu thích của mình và cho biết anh muốn chú trọng vào cô trong lúc phát triển cốt truyện. Mashima cũng nhận xét rằng nhân vật Lucy luôn sống hết mình và rằng đặc điểm này được người hâm mộ yêu thích. Anh cũng xếp Lucy vào nhóm ba nhân vật Fairy Tail mà anh muốn ở chung đội hơn cả.

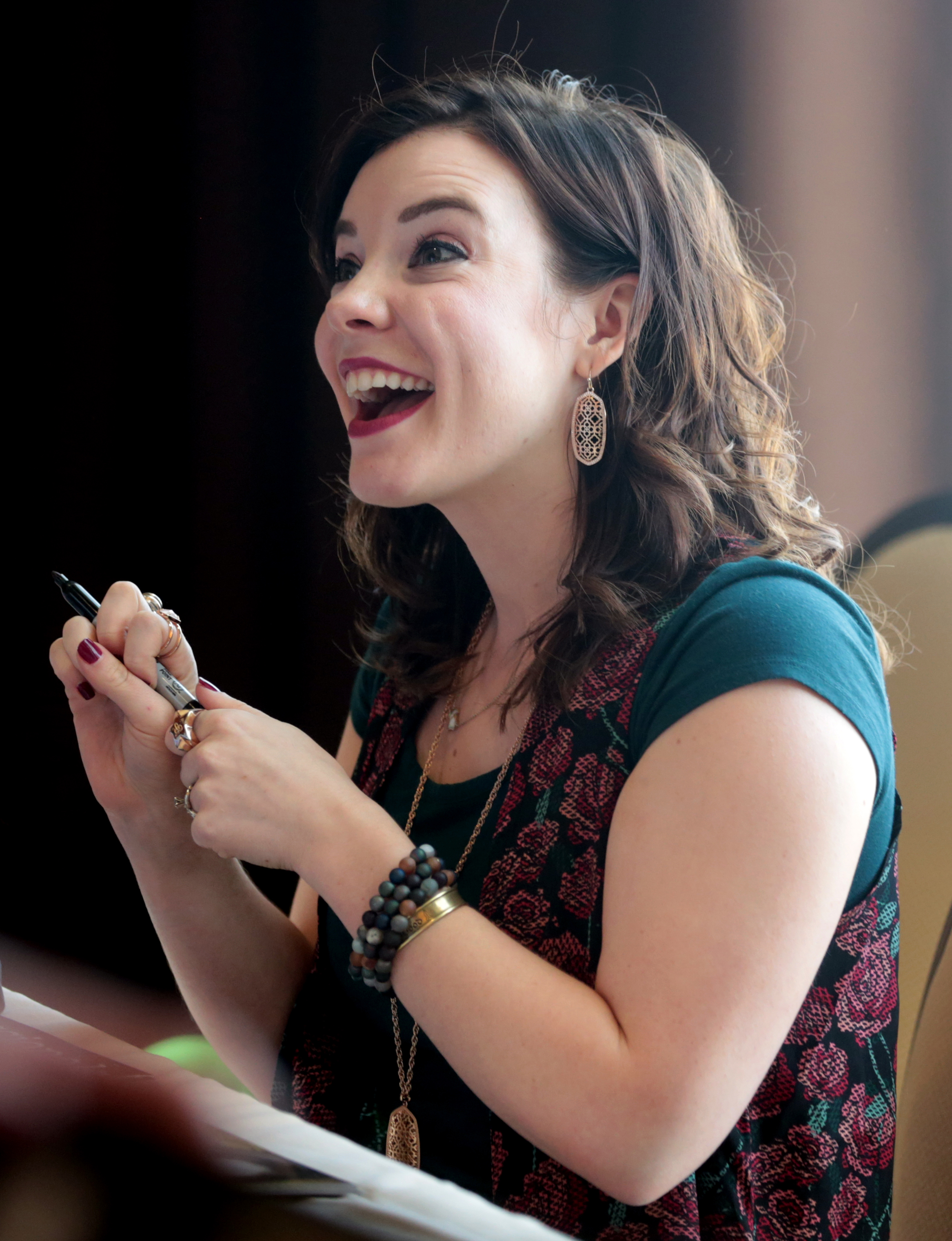
Cherami Leigh là người lồng tiếng Anh cho Lucy.

Nói về bản chuyển thể anime của bộ truyện, nữ diễn viên lồng tiếng Hirano Aya (người thể hiện vai Lucy bằng tiếng Nhật) chia sẻ rằng những mối quan hệ tình cảm tiềm năng của Lucy rất được người hâm mộ yêu thích, và cô tự hỏi liệu cuối cùng Lucy có thành một cặp với nhân vật chính Natsu Dragneel hay không. Cô còn nói thêm rằng Mashima thực sự rất thích một cảnh trong Gekijōban Fairy Tail: Hōō no Miko, khi Natsu ôm Lucy. Cô cho biết cảnh Lucy bị tách khỏi tinh linh Bảo Bình đã khiến cô khóc trong suốt buổi thu âm; cô cũng coi Lucy là nhân vật mà cô có thể cùng phát triển. Cherami Leigh là người lồng tiếng cho Lucy bản Anh ngữ.

## Xuất hiện

### TrongFairy Tail
Lucy lần đầu xuất hiện trong chương 1 của Fairy Tail ("Hội Fairy Tail"), được phát hành lần đầu vào ngày 2 tháng 8 năm 2006 trên tạp chí Weekly Shōnen Magazine của Nhật Bản. Cô là con gái của ông trùm kinh doanh Jude Heartfilia và pháp sư tinh linh Layla Heartfilia. Lucy yêu thích các tinh linh của Layla từ nhỏ và được thừa hưởng hai chiếc Khóa cổng vàng của mẹ cô để triệu hồi các tinh linh hoàng đạo, rồi có được chiếc chìa khóa thứ ba vào trước thời điểm câu chuyện bắt đầu. Sau khi Layla mất, mối quan hệ giữa Lucy và cha Jude xấu dần; cô rời nhà để gia nhập hội Fairy Tail mà cô ngưỡng mộ bất chấp xu hướng vô ý phá hoại tài sản mà các thành viên của hội gây ra. Cô được hai thành viên của hội là pháp sư hỏa thuật và Sát Long Nhân Natsu Dragneel cùng bạn đồng hành Happy giải cứu khỏi một tên tội phạm; họ mời cô vào hội sau khi nghe cô kể về mục tiêu của mình. Để trả tiền thuê nhà của mình ở Magnolia (thành phố có trụ sở của Fairy Tail), Lucy nhanh chóng hợp tác với họ. Trong nhiệm vụ đó, cô thể hiện khả năng triệu hồi tinh linh và dùng roi thành thạo. Sau đó ba người lập thành một hội cố định với pháp sư băng thuật Gray Fullbuster và pháp sư áo giáp Erza Scarlet, qua đó họ trở thành đội mà các thành viên trong hội xem là đội mạnh nhất của Fairy Tail, bất chấp sự thiếu kinh nghiệm và kỹ năng phép thuật còn hạn chế của Lucy.
Không lâu sau khi gia nhập hội, Jude thuê hội Phantom Lord bắt cóc nhằm đưa cô về nhà để tiến hành một cuộc hôn nhân sắp đặt. Sau khi Phantom Lord thất bại, Lucy tuyên bố cắt đứt quan hệ gia đình với Jude; dẫu vậy, hai cha con bắt đầu hàn gắn mối quan hệ sau khi ông phá sản. Qua các trận chiến, Lucy dần cải thiện kĩ năng pháp thuật, chẳng hạn như làm chủ phép thuật tinh linh quyền năng Urano Metoria, và thay thế cây roi cũ đã mất bằng cây roi năng lượng có thể co dãn Fleuve d'étoiles. Tính đến cuối truyện, cô ký khế ước với 10 trong số 12 tinh linh hoàng đạo, kể cả cậu bạn cùng hội và tinh linh bị ruồng bỏ Loke sau khi thuyết phục Tinh Linh Vương gỡ bỏ lệnh lưu đày cậu khỏi tinh linh giới.
Sau khi tham dự kỳ thi thăng cấp S của hội trên Đảo Sirius, Lucy cùng với nhiều thành viên khác được nguyên hội trưởng Mavis Vermillion đặt trong trạng thái tạm dừng sinh học bằng phép thuật phòng thủ Tiên Cầu để bảo vệ khỏi con rồng Acnologia. Khi tỉnh dậy 7 năm sau, Lucy nhận được tin Jude đã mất vì làm việc quá sức. Trong giải đấu Đại hội Pháp thuật thường niên của Vương quốc Fiore, một Lucy đến từ tương lai sử dụng cánh cổng du hành thời gian Nhật Thực để quay trở lại hiện tại cảnh báo bạn bè cô về một cuộc tấn công sắp tới do những con rồng đến từ quá khứ gây ra; Lucy tương lai mất mạng trong lúc lấy thân mình bảo vệ phiên bản hiện tại của cô do bị Rogue Cheney tương lai, kẻ du hành thời gian còn lại, tấn công. Sau đó, cùng toàn bộ 12 tinh linh hoàng đạo và pháp sư tinh linh Yukino Agria, Lucy kịp thời đóng Nhật Thực, ngăn chặn được cuộc khủng hoảng. Khi hội của cô bị hắc hội Tartaros vô hiệu phép thuật, Lucy buộc phải phá hủy chìa khóa tinh linh Bảo Bình của mình để tạm thời triệu hồi Tinh Linh Vương, và ông là người cứu mạng bạn bè cô.
Một năm sau khi Fairy Tail giải tán, Lucy học được phép thuật biến đổi thành Tinh Phục, cho phép cô tự mình sử dụng sức mạnh của các tinh linh. Ngay sau khi Natsu và Happy hợp lực cùng cô lập lại hội, cô và các thành viên khác của Fairy Tail dấn thân vào cuộc chiến chống lại Đế quốc Alvarez do hắc pháp sư Zeref, anh trai của Natsu, lãnh đạo. Sau lần tái ngộ tạm thời giữa Lucy và tinh linh Bảo Bình, Lucy quyết tâm tìm kiếm chiếc chìa khóa đã rèn lại của tinh linh này sau trận chiến để đoàn tụ với cô. Khi Lucy phát hiện ra rằng Natsu là một con quỷ có tên gọi "Etherious Natsu Dragneel" (E.N.D), và cậu sẽ mất mạng nếu Zeref bị giết, cô chỉnh sửa cuốn sách chứa linh hồn của E.N.D để cắt đứt mối liên hệ của Natsu với cuốn sách, giúp cậu sống sót trong trận chiến với Zeref. Cùng với các pháp sư trên khắp lục địa, Lucy giam cầm Acnologia trong Tiên Cầu, trong khi hình dạng linh hồn của con rồng bị Natsu và các Sát Long Nhân khác tiêu diệt. Một năm sau, Lucy xuất bản cuốn tiểu thuyết đầu tay dựa trên cuộc phiêu lưu của mình trong hội; cuốn tiểu thuyết này đạt giải văn học. Cuối truyện, cô cùng đội của mình bắt đầu thực hiện "nhiệm vụ thế kỷ", một nhiệm vụ chưa bao giờ được hoàn thành trong vòng 100 năm.

### Trong các tác phẩm khác
Lucy có mặt ở cả hai phim điện ảnh của Fairy Tail. Ở phần phim điện ảnh đầu tiên Hōō no Miko (2012), Lucy kết bạn với một cô gái tên Éclair và giúp cô tiến đến nơi mà mình cần đến. Lucy còn xuất hiện trong phần mở đầu bộ manga yomikiri mà Mashima Hiro sáng tác cho phần phim lẫn bản chuyển thể hoạt hình của tác phẩm. Ở phần phim hậu truyện/phần hai Dragon Cry (2017), Lucy và các đồng đội ở Fairy Tail được Vua Fiore giao nhiệm vụ đem về cây trượng Dragon Cry bị mất trộm.
Lucy còn là nhân vật hiện diện ở cả 9 bộ OVA của Fairy Tail. Trong bộ OVA đầu tiên, cô đến thăm Fairy Hills, ký túc xá dành cho nữ của Fairy Tail; ở bộ thứ hai, Lucy được miêu tả thành một sinh viên học viện; trong bộ thứ ba, cô bị một cuốn sách phép thuật đưa về quá khứ; ở bộ thứ tư, cô tham gia trại tập huấn để chuẩn bị cho Đại hội Pháp thuật; trong bộ thứ 5, Lucy đến công viên nước để vui chơi và thư giãn; bộ thứ 6 là một OVA crossover giữa hai tác phẩm Fairy Tail và Rave Master của Mashima Hiro, trong đó Lucy và Elie (nữ chính của Rave Master) lần lượt tìm kiếm Natsu và Haru Glory (nhân vật chính của Rave Master); trong bộ thứ 7, Lucy tham gia vào một trò chơi batsu; ở bộ thứ 8, cô và các thành viên khác trong hội cố gắng xoa dịu Mavis Vermillion; và ở bộ thứ 9, các thành viên Fairy Tail tụ tập tại nhà của Lucy để đón Giáng Sinh. Cô còn hiện diện ở mọi cuốn light novel dựa trên tác phẩm, chẳng hạn như cuốn mà vai trò của cô được lấy cảm hứng từ nhân vật Alice trong tiểu thuyết Alice ở xứ sở thần tiên, và một cuốn mà các thành viên của hội Fairy Tail hóa thân thành các samurai. Lucy cũng có mặt trong Fairy Tail: 100 Years Quest (phần hậu truyện của manga Fairy Tail, kết nối trực tiếp từ manga gốc). Cô còn góp mặt trong một số phần ngoại truyện từ bộ manga gốc, trong đó có một phần liên quan đến các thành viên nữ của Fairy Tail.
Lucy là một nhân vật người chơi trong nhiều trò chơi video Fairy Tail, chẳng hạn như trò chơi video hành động Fairy Tail: Portable Guild (2010) trên hệ máy PlayStation Portable do Konami phát triển, cùng Fairy Tail: Portable Guild 2 (2011), và Fairy Tail: Zeref Awakens (2012). Cô xuất hiện trong trò chơi video nhập vai đa nền tảng mà Gust Co. Ltd. phát triển. Lucy còn có mặt cùng Natsu trong trò chơi video crossover Sunday vs Magazine: Shūketsu! Chōjō Daikessen (2009).

## Đón nhận

### Đánh giá chuyên môn
Những đánh giá chuyên môn dành cho nhân vật Lucy phân luồng rõ rệt. Các nhà phê bình đã nhận xét về cách xây dựng nhân vật trong bộ manga. Trong lúc đánh giá bộ manga, Carl Kimlinger của Anime News Network (ANN) xem mối quan hệ của Lucy với các tinh linh của cô là "tệ hại". Anh thấy Lucy có tính "đồng cảm", mặc dù cho rằng khâu phát triển nhân vật của cô còn thiếu sót. Rebecca Silverman của cùng trang web mô tả Lucy là "gần như gây khó chịu". Tuy nhiên, cây viết mô tả cuộc đối đầu của Lucy với một trong những đồng minh của Sát Long Nhân Laxus Dreyar là "hấp dẫn"; Silverman diễn giải chi tiết khía cạnh này bằng nhận định rằng trận chiến này "kết hợp giữa cảm xúc, trí tuệ và đối đầu không cân sức kiểu cũ để lôi kéo tối đa độc giả vào cốt truyện", đồng thời nói thêm rằng không có trận chiến lớn nào khác trong bộ truyện mang những yếu tố tương tự. Silverman viết thêm rằng Sát Long Nhân Wendy Marvell đảm nhận vai trò nữ chính của Lucy trong cốt truyện trong một khoảng thời gian hạn chế. Cây viết yêu thích "sự tái xác nhận liên kết của Lucy với các tinh linh của cô" và cho rằng vai trò của Lucy trong việc phối hợp với Natsu chống lại một thành viên của hắc hội Grimoire Heart là kỳ quặc nhưng quan trọng. A. E. Sparrow của IGN thì so sánh cách vẽ Lucy với cách vẽ hai nhân vật Nami và Vivi của mangaka Oda Eiichiro trong bộ truyện One Piece. Cây viết thấy khả năng triệu hồi các tinh linh của Lucy là "tuyệt vời" và nghĩ rằng sẽ thật thú vị khi thấy cô liệu có thể thu thập được những chiếc chìa khóa nào khác trong tương lai. Dale North của Japanator thấy rằng Lucy có nhiều biểu cảm khuôn mặt đa dạng nhất trong số các nhân vật của Fairy Tail và miêu tả cô bé là "dễ thương". Richard Gutierrez của The Fandom Post lại nhận xét rằng Lucy đã trở nên mạnh mẽ hơn sau cuộc chiến của Fairy Tail chống lại hội Phantom Lord.
Các nhà báo cũng phân tích nhân vật Lucy dựa trên màn hóa thân cô trong bản chuyển thể hoạt hình của tác phẩm và cả những bộ phim điện ảnh. Trong bài đánh giá bộ anime, Carlo Santos của ANN dành lời khen vai Lucy của Cherami Leigh. Carl Kimlinger thì viết rằng "âm sắc u tối và cách truyền tải lúng túng" của Hirano Aya là "không hợp với Lucy vui vẻ", nhưng anh thích màn thể hiện Lucy của Leigh. Trong khi cây viết mô tả màn phối hợp của Lucy với Natsu và Happy là kỳ quặc, song anh cho rằng màn phối hợp hành động của họ là phần chính của "nhóm hành động" của cốt truyện. Crystalyn Hodgkins của ANN tin rằng Leigh là lựa chọn phù hợp với giọng của Lucy, nhận xét màn thể hiện của cô là "đầy nhiệt huyết". Rebecca Silverman xem mối quan hệ gia đình của Lucy là khía cạnh trung tâm trong tính cách của cô và cho rằng mối quan hệ giữa Lucy và cha cô trong anime được xử lý tốt hơn so với manga. Cây viết cho rằng việc giới thiệu bản thân Lucy ở tương lai là một phần quan trọng trong cốt truyện của cô. Silverman có nói rằng anime đã lỡ cơ hội khám phá sâu hơn về nhân vật Lucy trong tuyến truyện filler, nơi các tinh linh bắt đầu nổi loạn chống lại cô, mô tả việc chú trọng vào mối quan hệ của cô với tinh linh Xử Nữ là không cần thiết; cô còn bày tỏ sự thất vọng khi mà tương tác của Lucy với Loke và Aquarius (cả hai đều được Silverman xem là "không kém phần thiết yếu so với tính cách [của Lucy]") lại thể hiện tương đối kém. Matt Kamen của Neo ngưỡng mộ khả năng triệu hồi tinh linh của Lucy, còn Chris Beveridge của The Fandom Post coi Lucy là một trong những nhân vật yêu thích của anh trong Fairy Tail. Kevin Leathers của UK Anime Network ví Lucy là "đại diện của người xem" và cho rằng đóng góp của cô cho bộ truyện là "tốt". Trong bài đánh giá Gekijōban Fairy Tail: Hōō no Miko, Kimlinger có nói rằng có "một chút u sầu" trong cốt truyện khi nó chú trọng vào Lucy; anh khen ngợi "cường độ cảm xúc" của Hirano trong phim và thấy rằng diễn xuất của Leigh nghe có vẻ "trẻ con khi lấy đem so sánh". Đánh giá về Fairy Tail: Dragon Cry, Silverman cho biết Lucy bị gặp nạn vì cô thường xuyên bị bắt và dường như "bất lực", cô nhận thấy chi tiết này thật đáng thất vọng vì nó đã được thể hiện trong các tiểu phần truyện trước đó rằng Lucy có thể tự mình xử trí; tuy nhiên, cây viết rất thích cảnh Lucy bắt đầu mặc Tinh Phục, và cô mô tả nó là "được chế tác tuyệt đẹp".

### Độ nổi tiếng và vật phẩm thương mại
Trong một cuộc thăm dò về độ nổi tiếng ở số báo 26 của Weekly Shōnen Magazine, Lucy xếp ngôi đầu với tổng cộng 8987 lượt bầu chọn. Những vật phẩm thương mại dựa trên Lucy đã được bày bán, kể cả action figure. Những huy hiệu lấy cảm hứng từ cô, cũng như những chiếc vòng cổ dựa trên cô đã được chế tác.